# C12H22O4
化学式C12H22O4（摩尔质量：230.3 g/mol）可指：
- 1,12-十二烷二酸（DDDA），CAS号：693-23-2
- 癸二酸二甲酯，CAS号：106-79-6
- 1,6-己二醇二缩水甘油醚，CAS号：16096-31-4
- 草酸二戊酯，CAS号：20602-86-2
- 草酸二异戊酯，CAS号：2051-00-5
- 己二酸二丙酯，CAS号：106-19-4

|  | 这个同类索引页列出了具有相同分子式的化学物（即同分異構體）条目。 除非您是有意链接至本页，否则应将相应条目的内部链接指向正确的条目。 |